# Коварце
Коварце (слч. Kovarce) насељено је мјесто са административним статусом сеоске општине (слч. obec) у округу Топољчани, у Њитранском крају, Словачка Република.

## Становништво
| Година:    | 1994. | 2004.   | 2014.   | 2024.   |
| ---------- | ----- | ------- | ------- | ------- |
| Број људи: | 1623  | 1577    | 1612    | 1515    |
| Разлика:   |       | -2,83 % | +2,21 % | -6,01 % |

| Година:    | 2023. | 2024.   |
| ---------- | ----- | ------- |
| Број људи: | 1527  | 1515    |
| Разлика:   |       | -0,78 % |

Према подацима о броју становника из 2011. године насеље је имало 1.587 становника.